# Новосибирский областной театр кукол
Новосибирский областной театр кукол — театральное учреждение, расположенное в Железнодорожном районе Новосибирска, на пересечении улиц Ленина и Революции

## История
Основан в Новосибирске, в 1933 году как студия кукольников при ТЮЗе. 1 мая 1934 кукольный театр открыл первый сезон спектаклем «Петрушка в гостях у школьников». Первым режиссёром был В. Виноградов.
В период с 1942 года по август 1945 года, театр был филиалом эвакуированного в Новосибирск Московского театра кукол под руководством С. Образцова. Позднее в театре работали заслуженный деятель искусств РФ Г. Кудрявцев, С. Горбушин, А. Свириденко, Н. Леонтьева, А. Панин, заслуженный работник культуры Бирюля Н. А., заслуженная артистка РФ О. Гущина, заслуженный работник культуры РФ А. Корытный, С. Иванников, Д. Сидоров, Р. Ватолкин и др.
Здание театра расположено по адресу ул. Ленина, д. 22, недалеко от станции метро «Площадь Ленина».
На сегодняшний день в репертуаре театра более 25 спектаклей. Театр регулярно выезжает на гастроли по стране и за рубежом.